# Résolution 13 du Conseil de sécurité des Nations unies
Membres permanents
- Chine
- États-Unis
- France
- Royaume-Uni
- URSS

Membres non permanents
- Australie
- Brésil
- Égypte
- Mexique
- Pays-Bas
- Pologne

Résolution no 12 Résolution no 14
La résolution 13 est une résolution du Conseil de sécurité de l'ONU qui a été votée le 12 décembre 1946 et qui accepte le Siam comme nouveau membre des Nations unies.

## Texte
- Résolution 13 sur fr.wikisource.org
- Résolution 13 sur en.wikisource.org